# Steindachneridion ivy
Steindachneridion ivy es una especie de pez pimelódido siluriforme de agua dulce extinto del género Steindachneridion, cuyas especies vivientes son denominadas comúnmente bagres cabezones o mocholos y viven en la cuenca del Plata y en ríos costeros de Brasil. S. ivy habitó durante el Mioceno en lo que hoy es el nordeste de la Argentina.

## Taxonomía

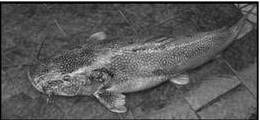
Steindachneridion doceanum, una de las especies vivientes del género Steindachneridion.

Esta especie fue descrita originalmente en el año 2016 por la ictióloga María de las Mercedes Azpelicueta y el paleontólogo Alberto Luis Cione, utilizando el nombre científico de Phractocephalus ivy.
Holotipo
El ejemplar holotipo designado es el catalogado como: MACN Pv 14224-2; se trata de una porción posterior del neurocráneo, que incluye la mayor parte posterior de los frontales, fragmentos de ambos esféricos, ambos pteróticos, extraescapulas casi completas, parte anterior del parietosupraoccipital, basioccipital, parte posterior del parasfenoide, parte del pterosfenoide, exoccipitales, proóticos y epióticos; el pterótico derecho está incompletamente preservado.
Se encuentra depositado en la colección de ictiología del museo de ciencias naturales Bernardino Rivadavia (MACN-Ict), situado en la capital argentina, la ciudad de Buenos Aires.

### Historia taxonómica
En el año 2016, María de las Mercedes Azpelicueta y Alberto Luis Cione describieron una especie extinta del género Phractocephalus, a la cual denominaron Phractocephalus ivy. La misma se sustentó sobre un ejemplar tipo, acompañado por varias otras muestras como paratipos. Sin embargo, un análisis de la serie tipo efectuado por Sergio Bogan y Federico Agnolín comprobó que el espécimen tipo no correspondía al género Phractocephalus, siendo en realidad un ejemplar del género Steindachneridion, por lo cual se debió recombinar la especie, trasladándola a ese género, quedando la misma como Steindachneridion ivy. Respecto al resto del material, este sí correspondía al género Phractocephalus; como el mismo no concordaba con las especies fósiles ni con la única viviente de ese género, pasaron a caracterizarla y describirla formalmente como una nueva especie: Phractocephalus yaguaron.

## Distribución y edad atribuida
Sus restos fueron recuperados de las proximidades de la ciudad de Paraná (ubicada en la ribera izquierda del río homónimo), en el oeste de la provincia de Entre Ríos. Los materiales fueron exhumados de sedimentos correspondientes a los perfiles estratigráficos inferiores de la formación Ituzaingó (fluvial); dicho horizonte de soporte es denominado “Conglomerado osífero” de la región mesopotámica de la Argentina. La edad atribuida es del Tortoniense (Mioceno).

## Fauna acompañante
La fauna de agua dulce acompañante poseía linaje tropical, estando relacionada con la que vivía en el Mioceno en la parte septentrional de Sudamérica, hecho que obedecería a que las temperaturas durante ese periodo eran mayores a las actuales para esa región y a postuladas conexiones biogeográficas e hidrográficas entre las cuencas hidrográficas amazónica y del Plata, al menos, hasta el Mioceno temprano.